# Montmoyen
Montmoyen est une commune française située dans le département de la Côte-d'Or, en région Bourgogne-Franche-Comté.
Les gentilés sont Montmoyennais et Montmoyennaises.

## Géographie

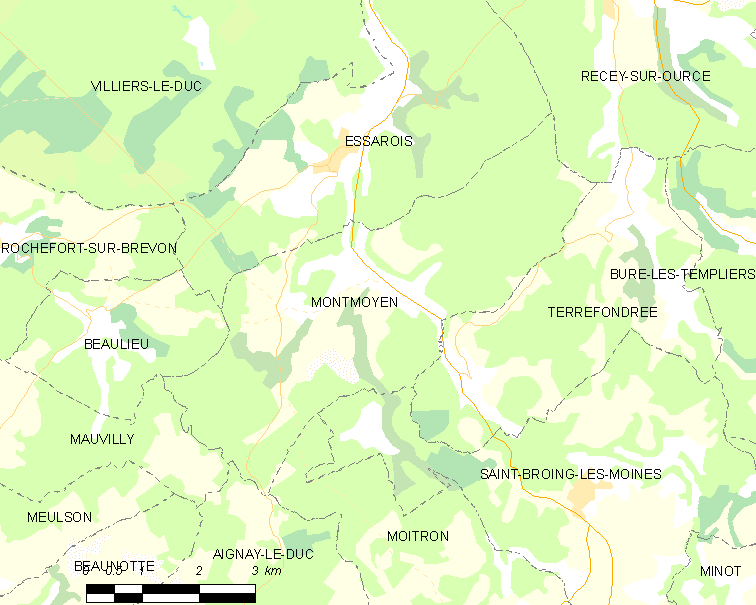

Allongée sud-ouest nord-est en travers de la vallée de la Digeanne, Montmoyen est une commune de 19,2 km2 située au sud du plateau où s'étend la forêt domaniale de Châtillon. Les bois occupent près des deux tiers du territoire, la vallée de la Digeanne et une part du plateau en rive gauche sont occupées par les prairies, le reste est voué à l'agriculture, notamment autour de Hierce et au nord-est de Montmoyen, sur les plateaux.
La rivière coupe le territoire en deux parties, celui du sud-ouest en rive gauche s'arrête sur la vallée du Brévon qui forme la limite de commune, celui du nord-est fini sur la Groème sur la commune voisine de Recey-sur-Ource, la limite de commune se trouvant sur le haut du versant. Le point haut de la commune se trouve en haut d'une colline au sud, en forêt de Vaupinard à 437 m, la sortie avale de la Digeanne marque le point bas à 298 m. Le village est assez central à son finage, sur un promontoire entre la rive gauche de la Digeanne et son affluent, le ruisseau de Villarnon. Hierce se trouve également sur le plateau rive gauche à 400 m d'altitude.

### Accès
La commune est traversée, suivant la rive droite de la Digeanne, par la D 996, route qui relie Dijon au nord de la côte-d'Or en direction de Bar-sur-Aube (D 396 dans l'Aube). La route qui entre dans le village par le pont sur la rivière mène à Hierce et continue sur la commune de Beaulieu. Le plateau du nord-est sans habitat n'est parcouru que par une voie forestière, les bois le couvrant presque entièrement.

### Hameaux, écarts, lieux-dits
- Hameaux détachés du village : Hierce.
- Habitat ou bâti écarté : la Forge.
- Lieux-dits d'intérêt local : tête de Charme (396 m), la Pierre-qui-Corne, l'Éclaircie, Champs-Perrin, bois : les Carrés, Vaupinard, Charme-aux-Épenotte, des Champs-Rouges.

### Hydrographie
La Digeanne est à peu près à la moitié de son cours à Montmoyen, sa faible pente lui fait parcourir des méandres qui irriguent de belles prairies. Au niveau du village elle reçoit le ruisseau de Villarnon qui doit son nom à une ferme sur la commune voisine de Saint-Broing-les-Moines, proche de sa source. En limite de commune, il remplit le Vieil-Étang avec l'aide d'un autre ruisseau venu de la source du Chênoi également située sur la commune voisine. À l'entrée du village un autre étang participe de ses eaux, il est artificiel et a été installé pour apporter de l'énergie à la forge, ce qui fait son nom : étang de la Forge. Au sud-ouest de la commune, la limite est formée par le Brévon sur un peu plus de 3,5 km, dont une partie est la rive droite de l'étang de Grand-Bois, barrage sur le Brévon de la commune d'Aignay-le-Duc. Tous ces cours-d'eau font partie du bassin versant de la Seine, la Digeanne rejoint l'Ource qui rejoint elle-même le fleuve dans le département de l'Aube, le Brévon le rejoint directement à une quinzaine de kilomètres au nord-ouest. D'autres sources sur le plateau sud-ouest alimentaient des ruisseaux qui rejoignaient la Digeanne, ils se sont asséchés ou ont été captées (dans les combes Martin et d'Hierce). Le plateau nord-est n'a aucun cours d'eau, comme c'est le cas dans la plupart des forêts de cette région du plateau de Langres dont les calcaires solubles sont à l'origine de réseaux d'eaux souterraines.

### Climat
Pour des articles plus généraux, voir Climat de la Bourgogne-Franche-Comté et Climat de la Côte-d'Or.
En 2010, le climat de la commune est de type climat des marges montargnardes, selon une étude du Centre national de la recherche scientifique s'appuyant sur une série de données couvrant la période 1971-2000. En 2020, Météo-France publie une typologie des climats de la France métropolitaine dans laquelle la commune est exposée à un climat océanique altéré et est dans la région climatique  Lorraine, plateau de Langres, Morvan, caractérisée par un hiver rude (1,5 °C), des vents modérés et des brouillards fréquents en automne et hiver. 
Pour la période 1971-2000, la température annuelle moyenne est de 9,9 °C, avec une amplitude thermique annuelle de 16,1 °C. Le cumul annuel moyen de précipitations est de 977 mm, avec 13,4 jours de précipitations en janvier et 8,9 jours en juillet. Pour la période 1991-2020, la température moyenne annuelle observée sur la station météorologique de Météo-France la plus proche, « Bure Les Templiers_sapc », sur la commune de Bure-les-Templiers à 8 km à vol d'oiseau, est de 10,7 °C et le cumul annuel moyen de précipitations est de 898,2 mm,. Pour l'avenir, les paramètres climatiques de la commune estimés pour 2050 selon différents scénarios d'émission de gaz à effet de serre sont consultables sur un site dédié publié par Météo-France en novembre 2022.

## Urbanisme

### Typologie
Au 1er janvier 2024, Montmoyen est catégorisée commune rurale à habitat dispersé, selon la nouvelle grille communale de densité à 7 niveaux définie par l'Insee en 2022.
Elle est située hors unité urbaine. Par ailleurs la commune fait partie de l'aire d'attraction de Châtillon-sur-Seine, dont elle est une commune de la couronne,. Cette aire, qui regroupe 60 communes, est catégorisée dans les aires de moins de 50 000 habitants,.

### Occupation des sols
L'occupation des sols de la commune, telle qu'elle ressort de la base de données européenne d’occupation biophysique des sols Corine Land Cover (CLC), est marquée par l'importance des forêts et milieux semi-naturels (68,9 % en 2018), une proportion identique à celle de 1990 (68,9 %). La répartition détaillée en 2018 est la suivante : forêts (68,9 %), terres arables (19,8 %), prairies (8,4 %), zones agricoles hétérogènes (2,8 %). L'évolution de l’occupation des sols de la commune et de ses infrastructures peut être observée sur les différentes représentations cartographiques du territoire : la carte de Cassini (XVIIIe siècle), la carte d'état-major (1820-1866) et les cartes ou photos aériennes de l'IGN pour la période actuelle (1950 à aujourd'hui).

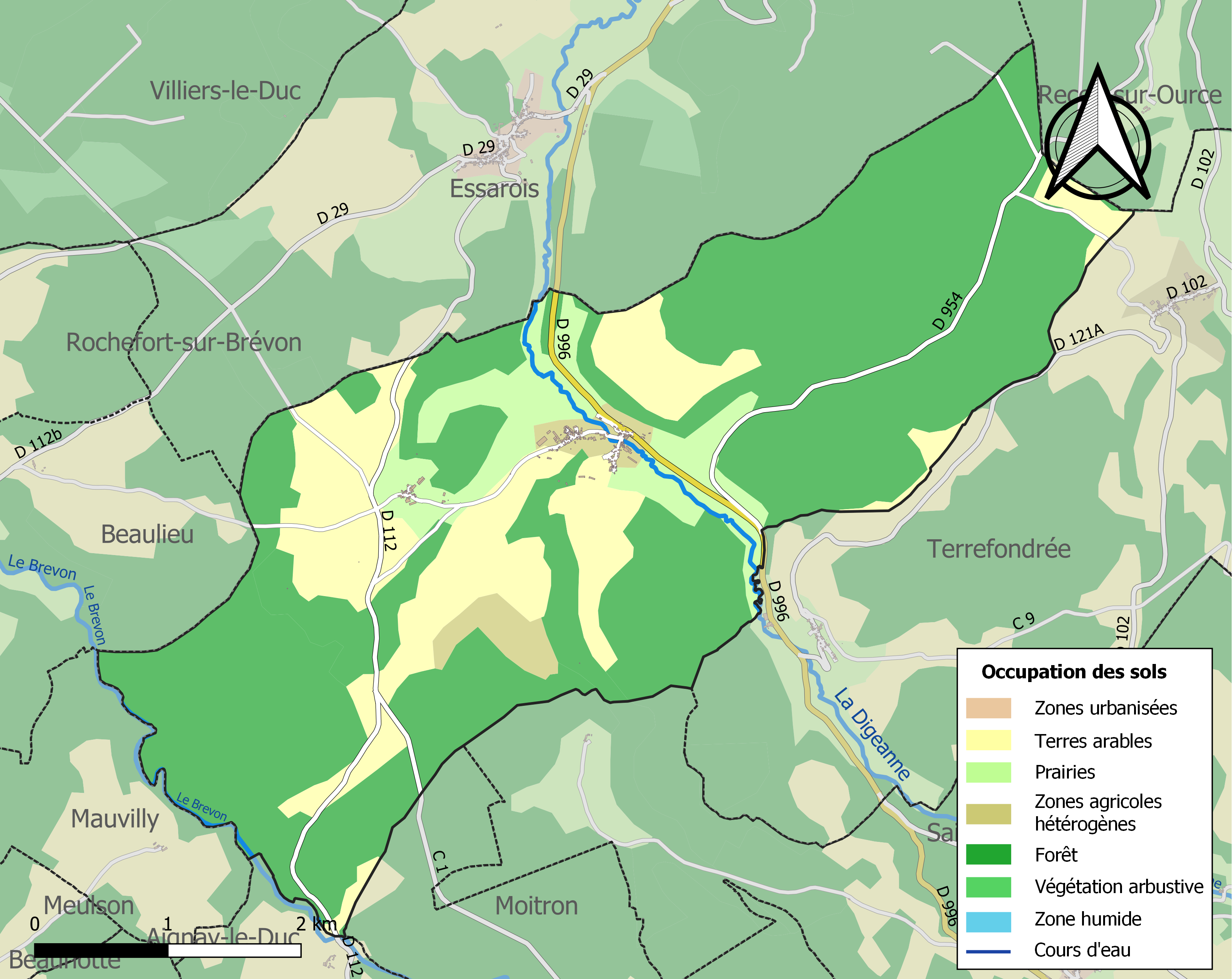
Carte des infrastructures et de l'occupation des sols de la commune en 2018 (CLC).

## Histoire

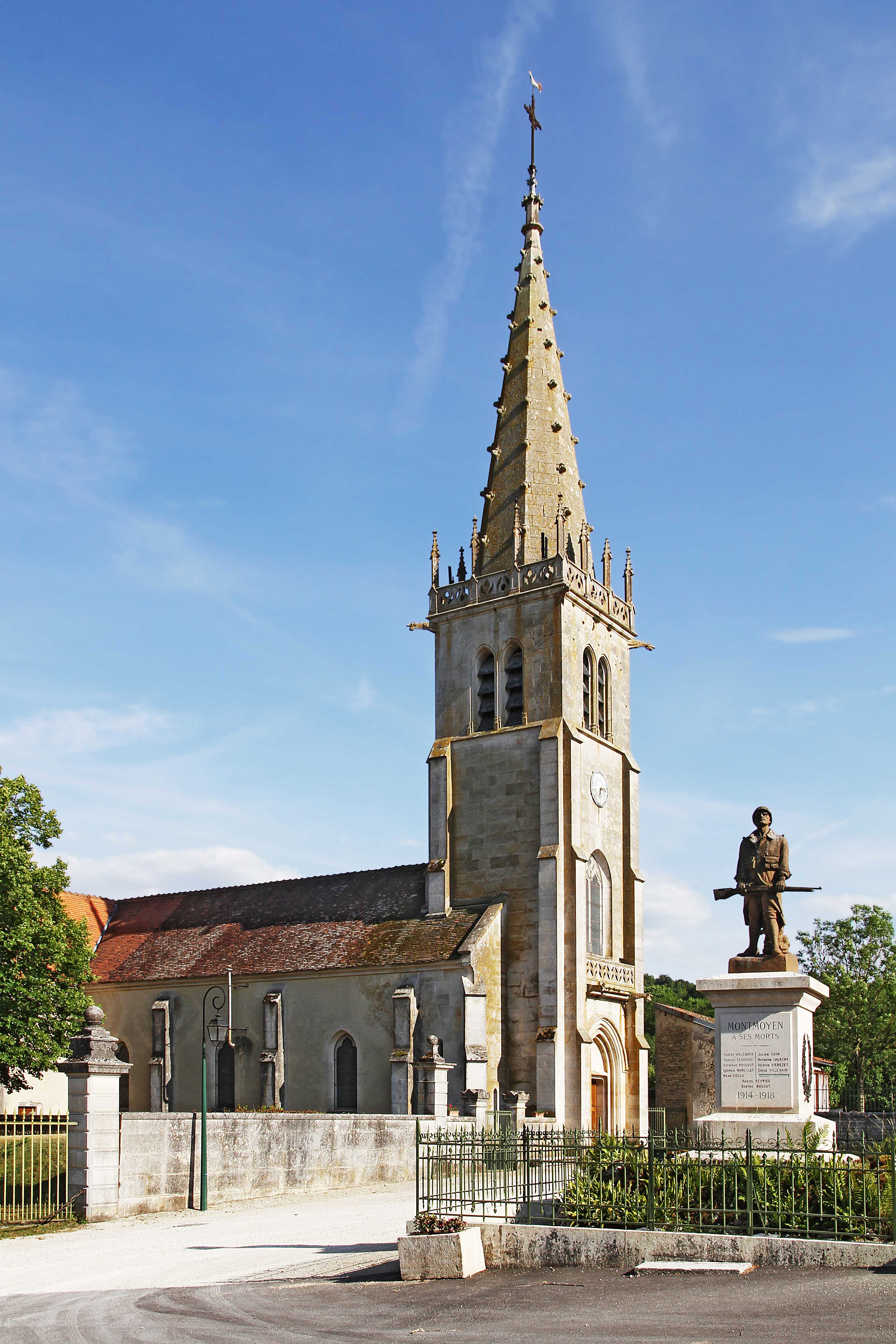
Monument aux morts devant l'église.

### Préhistoire
Un menhir classé Monument historique, déplacé à Mauvilly puis à Châtillon-sur-Seine, atteste d'une occupation dès le néolithique. Plusieurs tumulus ont fourni du mobilier celtique conservé au musée du Pays Châtillonnais et des vestiges gallo-romains ont été identifiés aux Closeaux.

### Moyen Âge
Une nécropole mérovingienne avec des sarcophages a été découverte à la Bande des cercueils.
Le territoire relève du bailliage de la Montagne (prévôté de Villiers-le-Duc) au temporel et passe du diocèse de Langres à celui de Dijon au spirituel.

### Époque moderne
Une forge à deux feux sur le ruisseau du Villannon fournit du fil aux cloutiers du village.

## Politique et administration
Montmoyen appartient :
- à l'arrondissement de Montbard,

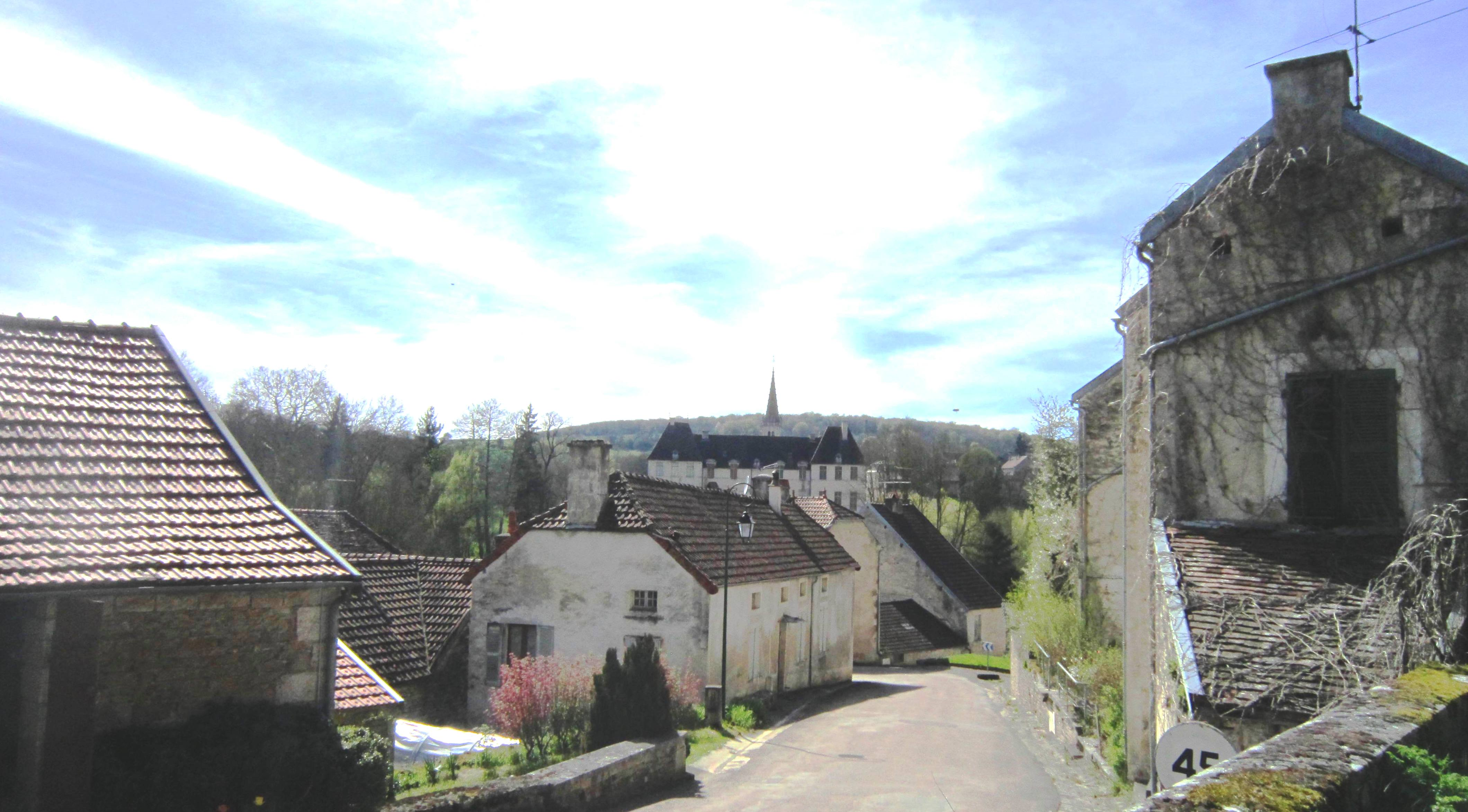
Rue de Chaluet.

- au canton de Châtillon-sur-Seine et
- à la communauté de communes du Pays Châtillonnais

| Période                                  | Période   | Identité         | Étiquette | Qualité |
| ---------------------------------------- | --------- | ---------------- | --------- | ------- |
| mars 1977                                | mars 2008 | Michel Sommet    |           |         |
| mars 2008                                | En cours  | François Penning |           |         |
| Les données manquantes sont à compléter. |           |                  |           |         |

## Démographie
L'évolution du nombre d'habitants est connue à travers les recensements de la population effectués dans la commune depuis 1793. Pour les communes de moins de 10 000 habitants, une enquête de recensement portant sur toute la population est réalisée tous les cinq ans, les populations de référence des années intermédiaires étant quant à elles estimées par interpolation ou extrapolation. Pour la commune, le premier recensement exhaustif entrant dans le cadre du nouveau dispositif a été réalisé en 2006.

En 2022, la commune comptait 72 habitants, en évolution de −11,11 % par rapport à 2016 (Côte-d'Or : +0,82 %, France hors Mayotte : +2,11 %).
| 1793 | 1800 | 1806 | 1821 | 1836 | 1841 | 1846 | 1851 | 1856 |
| ---- | ---- | ---- | ---- | ---- | ---- | ---- | ---- | ---- |
| 370  | 404  | 425  | 450  | 482  | 465  | 488  | 476  | 440  |

| 1861 | 1866 | 1872 | 1876 | 1881 | 1886 | 1891 | 1896 | 1901 |
| ---- | ---- | ---- | ---- | ---- | ---- | ---- | ---- | ---- |
| 418  | 373  | 328  | 327  | 327  | 300  | 271  | 252  | 224  |

| 1906 | 1911 | 1921 | 1926 | 1931 | 1936 | 1946 | 1954 | 1962 |
| ---- | ---- | ---- | ---- | ---- | ---- | ---- | ---- | ---- |
| 235  | 235  | 213  | 170  | 156  | 147  | 138  | 131  | 255  |

| 1968 | 1975 | 1982 | 1990 | 1999 | 2006 | 2011 | 2016 | 2021 |
| ---- | ---- | ---- | ---- | ---- | ---- | ---- | ---- | ---- |
| 126  | 100  | 109  | 103  | 103  | 86   | 92   | 81   | 73   |

| 2022 | - | - | - | - | - | - | - | - |
| ---- | - | - | - | - | - | - | - | - |
| 72   | - | - | - | - | - | - | - | - |

## Culture locale et patrimoine

### Lieux, monuments et pôles d'intérêt
En 2016, la commune compte 1 monument inscrit à l'inventaire des monuments historiques, 14 monuments ou édifices répertoriés à l'inventaire général du patrimoine culturel, 1 élément classé à l'inventaire des objets historiques et 13 objets répertoriés à l'I.G.P.C.
- Le château du XVIIe siècle  Inscrit MH (1990)[25] se trouve sur un promontoire au-dessus de la Digeanne, au centre du village.
- L'église Saint-Vallier de style gothique (IGPC[26]) avec de belles gargouilles et un clocher enjolivé de « soufflets » (fleurs sculptées du gothique flamboyant), reconstruite en 1860, a conservé son chœur du XVIe siècle et un vitrail de la Crucifixion  Classé MH (1967)[27].

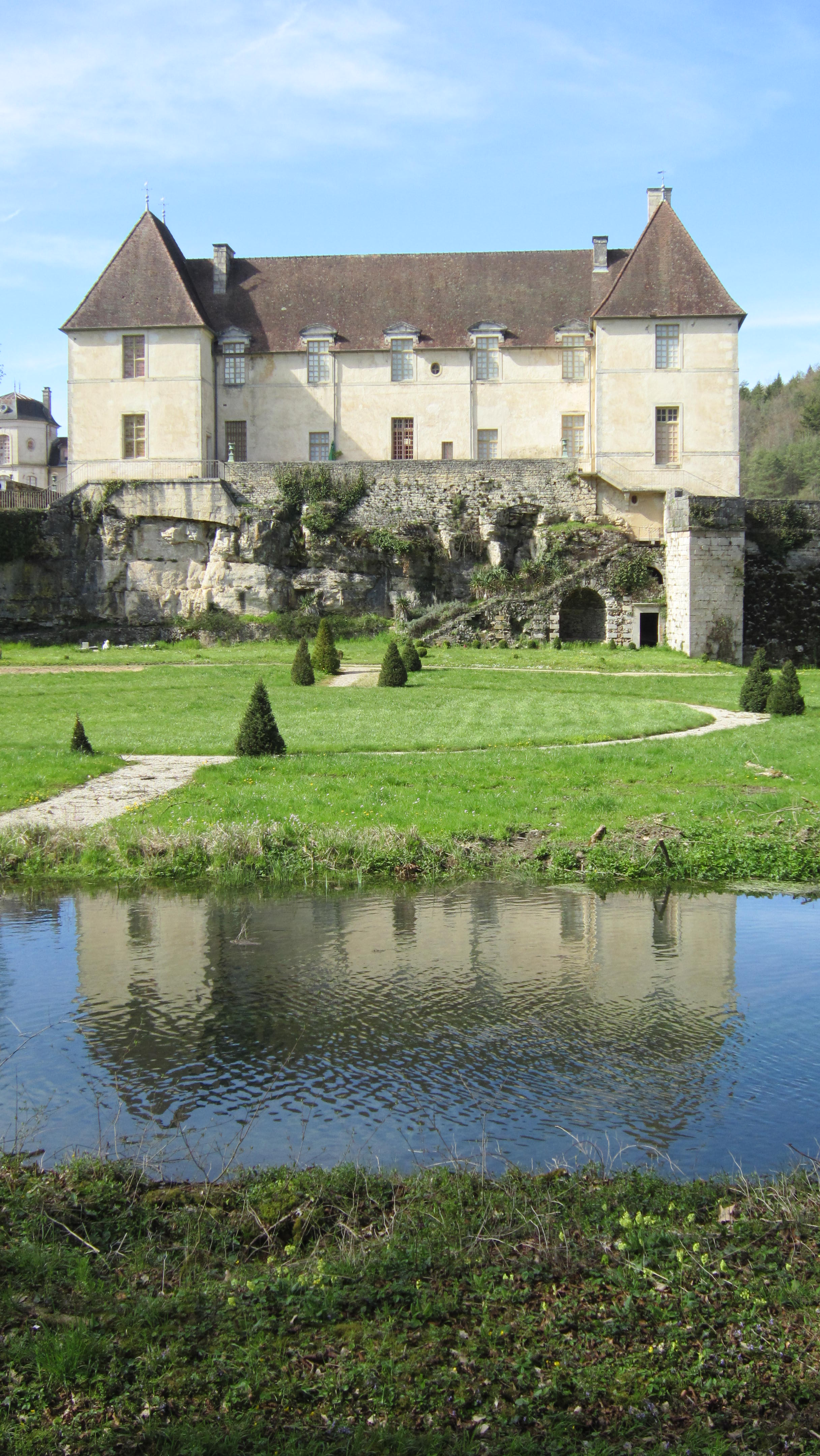
Ruisseau de Villarnon et château.
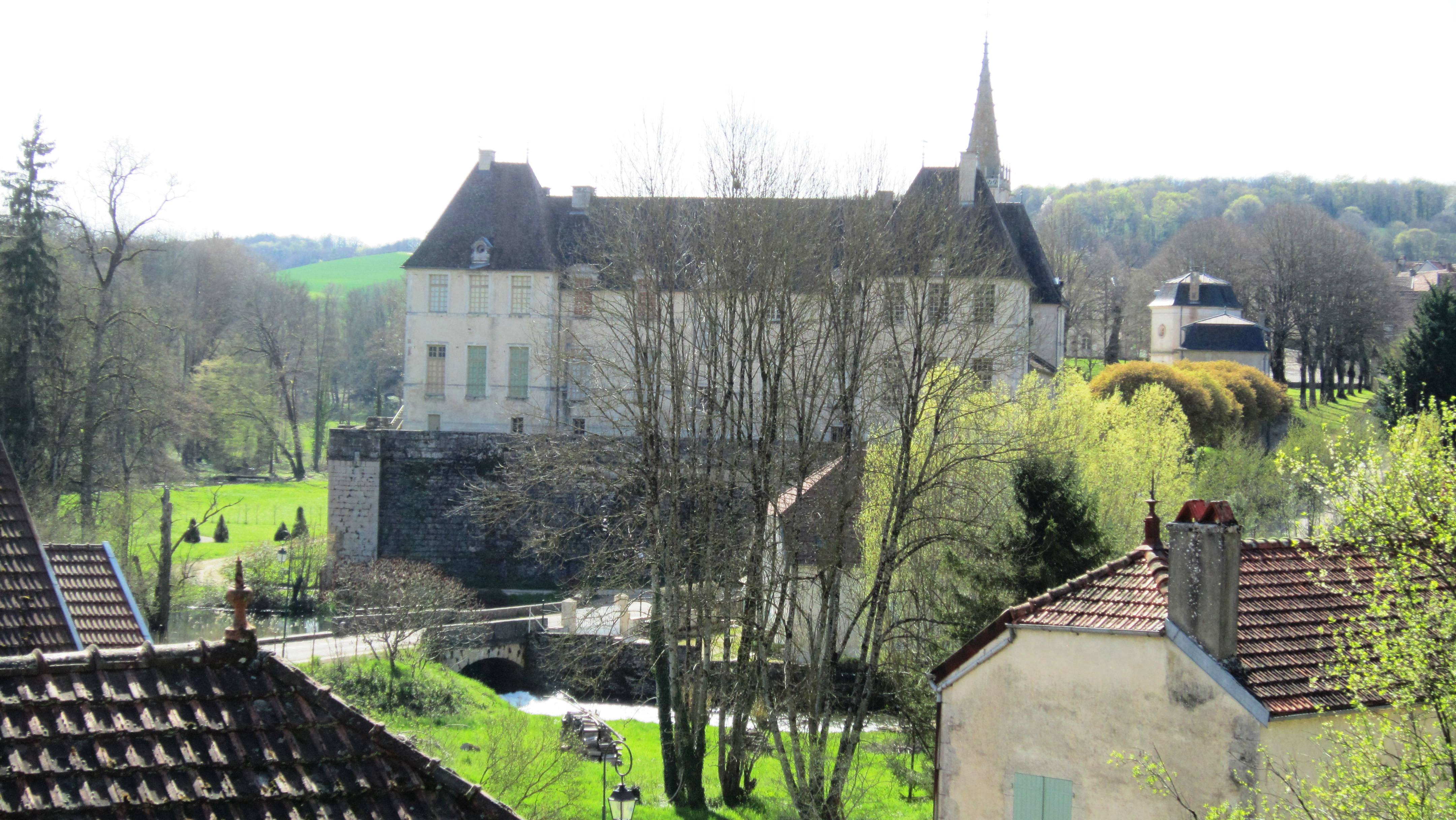
Le château vu du village.
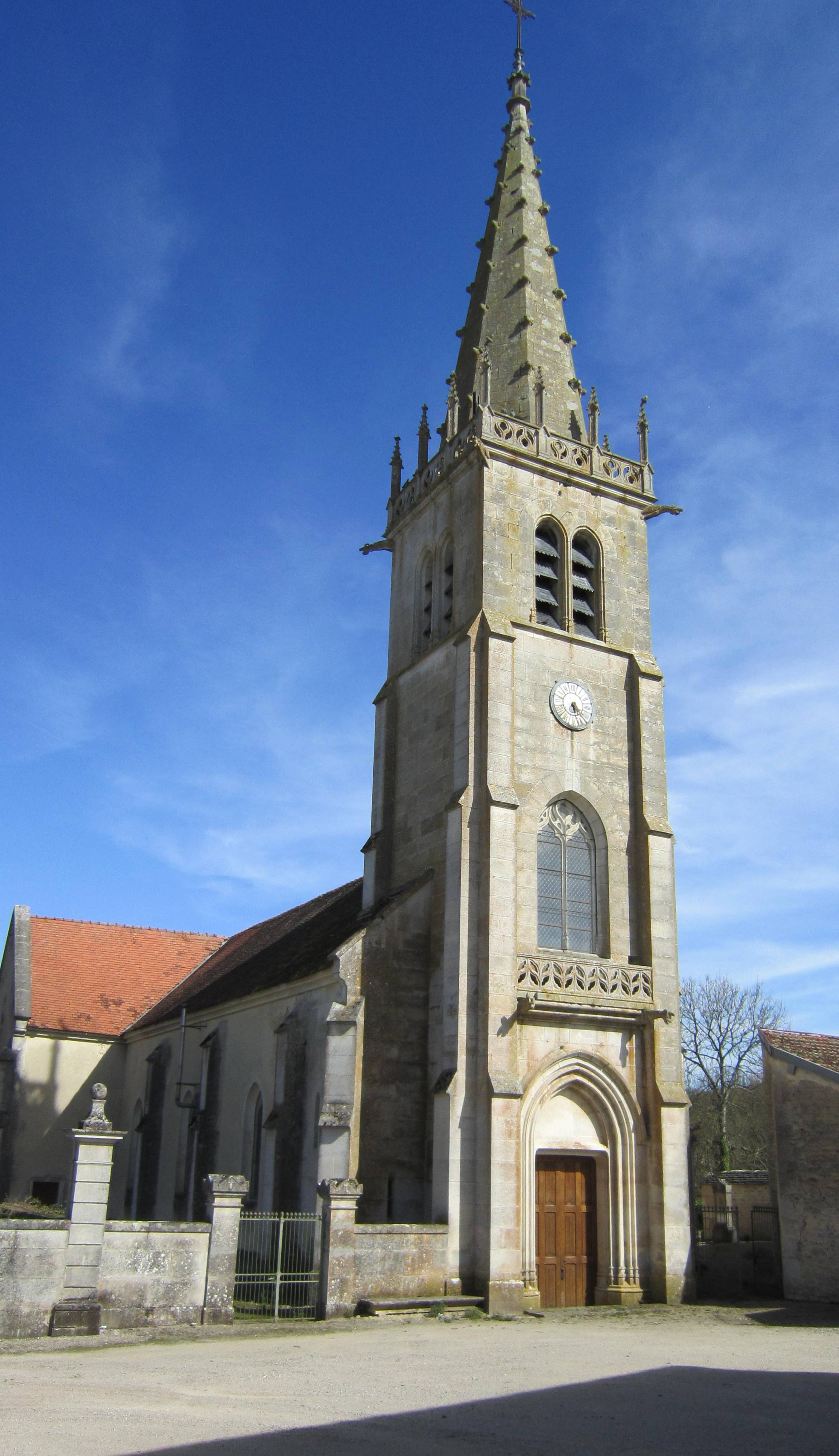
Façade de l'église Saint-Vallier.
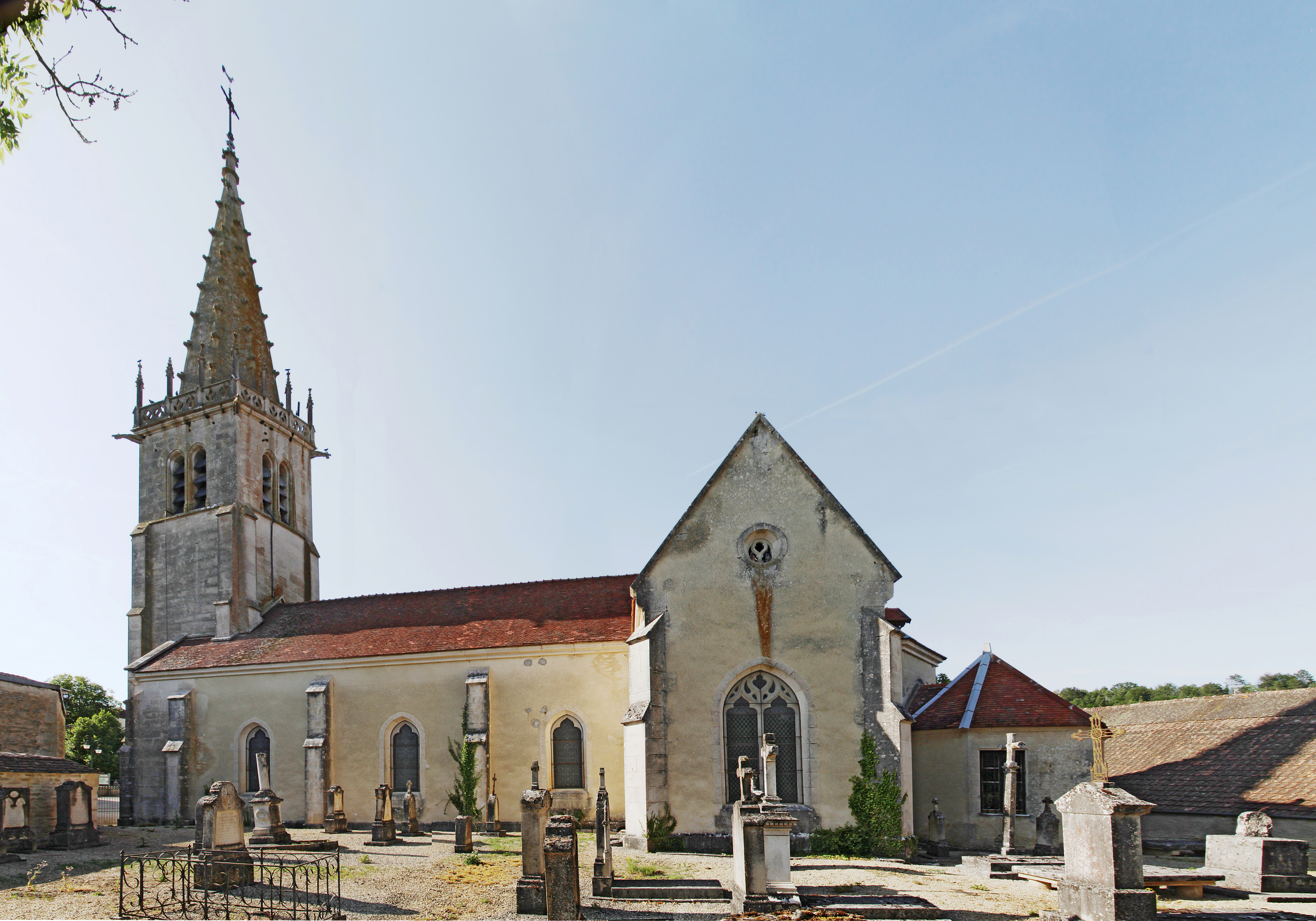
Nef et abside de l'église vus depuis l'enclos paroissial.

- plusieurs croix monumentales à Montmoyen et à Hierce.
- Pont de pierre XVIIIe avec une croix, sur la Digeanne, répertorié à l'IGPC[28].
- Mairie du XIXe en pierres de taille avec deux étages dont un dans les combles (IGPC 1989)[29].
- Fontaine-abreuvoir en pierre du XIXe répertorié à l'IGPC[30].
- Chapelle Saint-Julien de Hierce, le linteau indique la date de 1704 (IGPC[31]). La croix de parvis est également répertoriée[32].

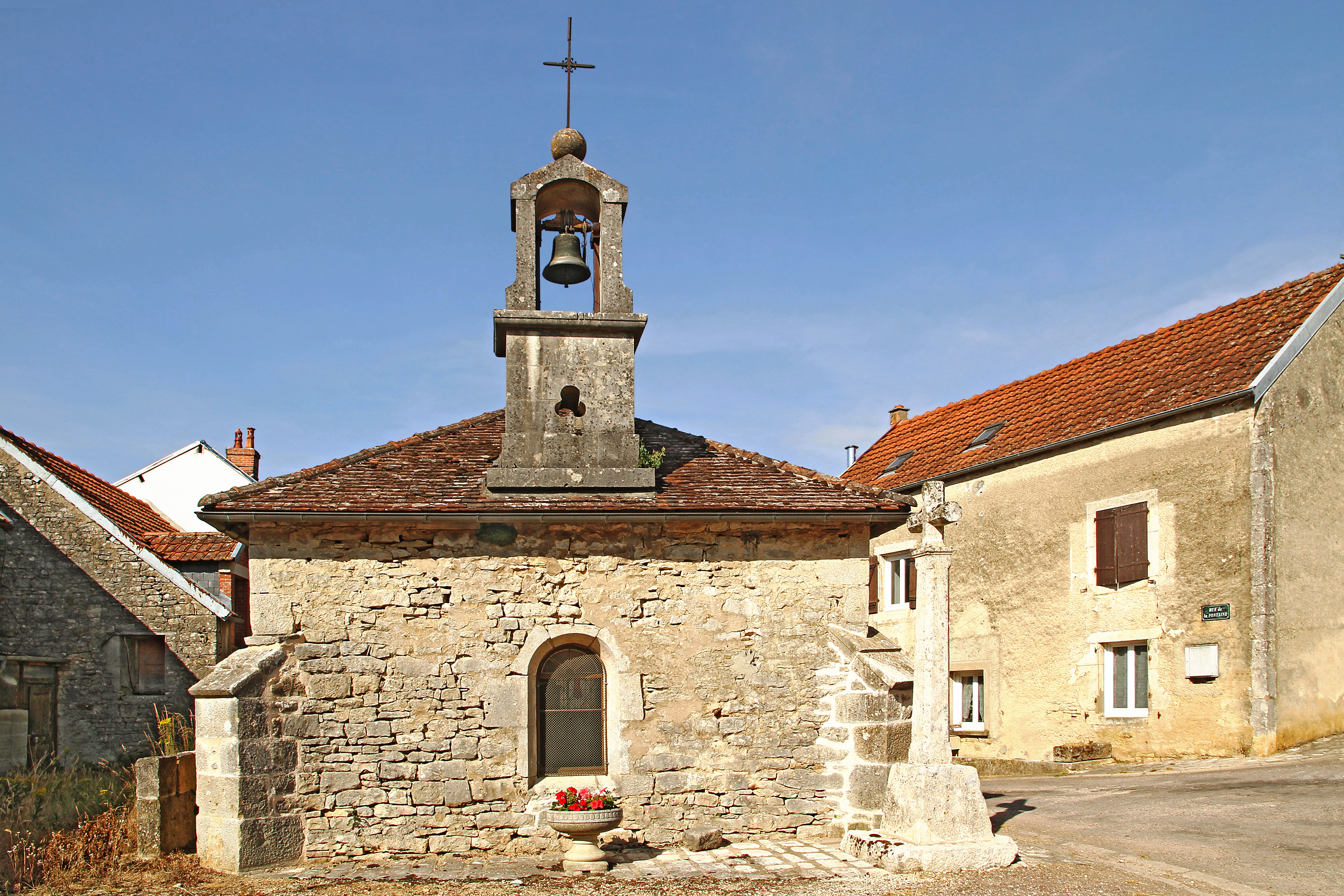
Chapelle Saint-Julien de Hierce.
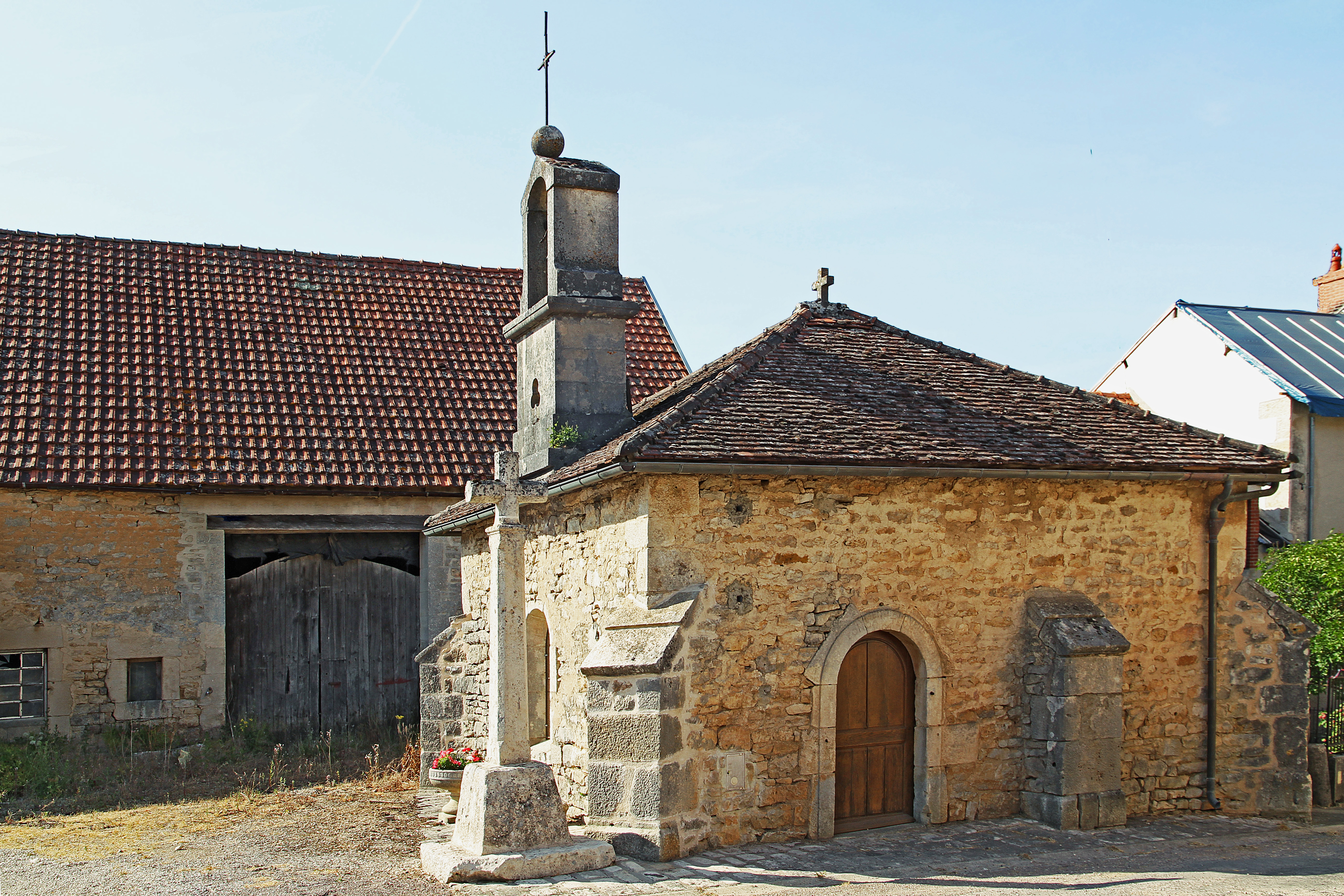
Chapelle et croix.

### Héraldique
| Blason de Montmoyen | Blason  | De sinople à la cotice componée d'argent et de gueules de huit pièces, accompagnée en chef d'un arbre d'or fruité de gueules, en pointe d'une voûte romane d'or, à la devise ondée d'azur brochant en pointe. |
| Blason de Montmoyen | Détails | Le statut officiel du blason reste à déterminer. |